# Броштень (Васлуй)
Броштень, Броштені (рум. Broșteni) — село у повіті Васлуй в Румунії. Входить до складу комуни Івенешть.
Село розташоване на відстані 267 км на північний схід від Бухареста, 18 км на захід від Васлуя, 58 км на південь від Ясс, 140 км на північ від Галаца.

## Населення
За даними перепису населення 2002 року у селі проживали 439 осіб, усі — румуни. Усі жителі села рідною мовою назвали румунську.